# العثامنة (سانية بركيك)
العثامنة هي إحدى مشيخات المملكة المغربية، تتبع جغرافيا لإقليم سيدي بنور وإداريًا لسانية بركيك. يقدر عدد سكانها بـ 18358 نسمة حسب الإحصاء الرسمي للسكان والسكنى لسنة 2004.